# Crataegus chrysocarpa
Crataegus chrysocarpa är en rosväxtart som beskrevs av William Willard Ashe. Crataegus chrysocarpa ingår i hagtornssläktet som ingår i familjen rosväxter.

## Underarter
Arten delas in i följande underarter:
- C. c. blanchardii
- C. c. duchesnensis
- C. c. phoeniceoides
- C. c. piperi
- C. c. praecox
- C. c. rotundifolia
- C. c. subrotundifolia
- C. c. vernonensis
- C. c. vigintistamina

## Bildgalleri

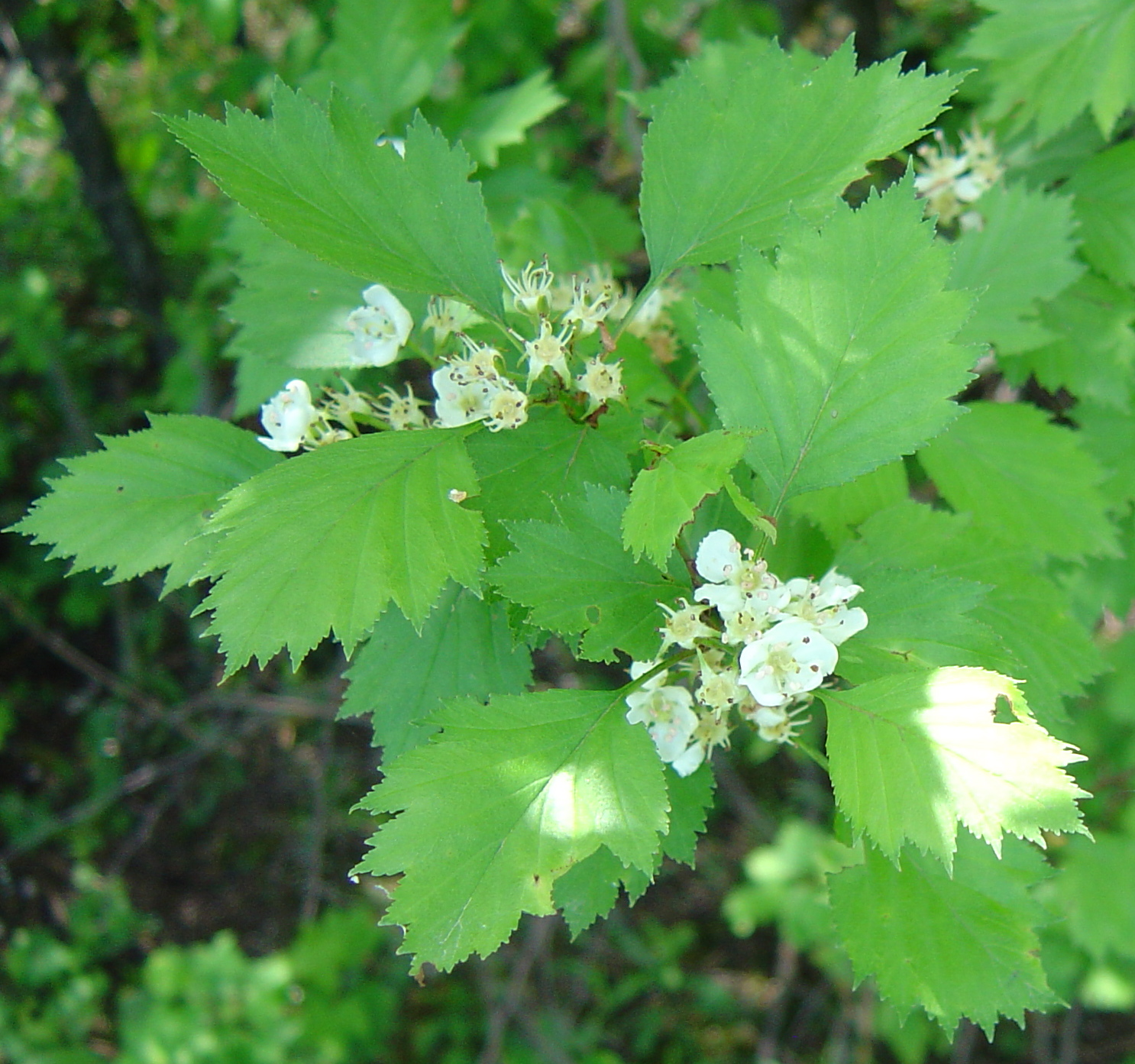
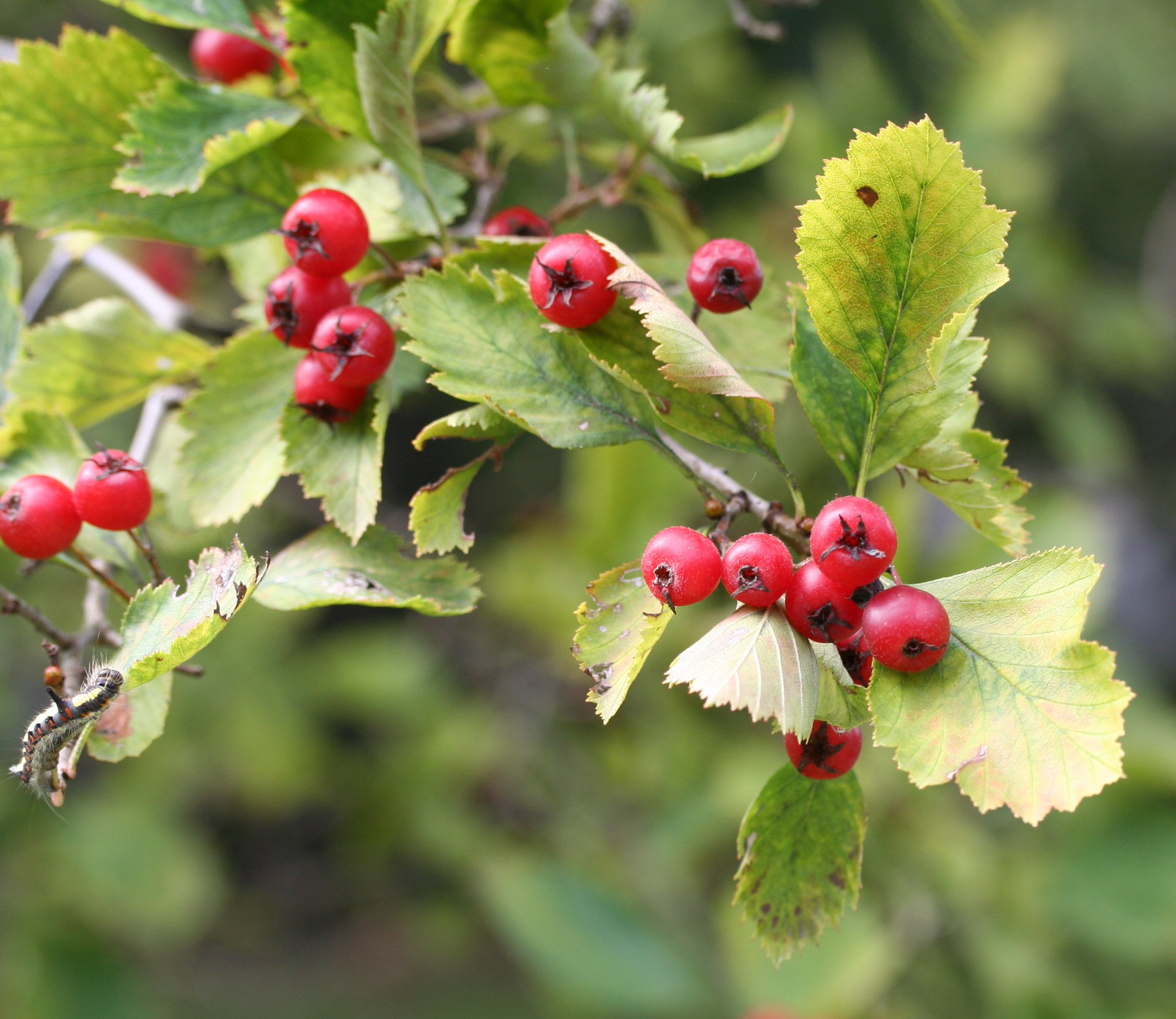
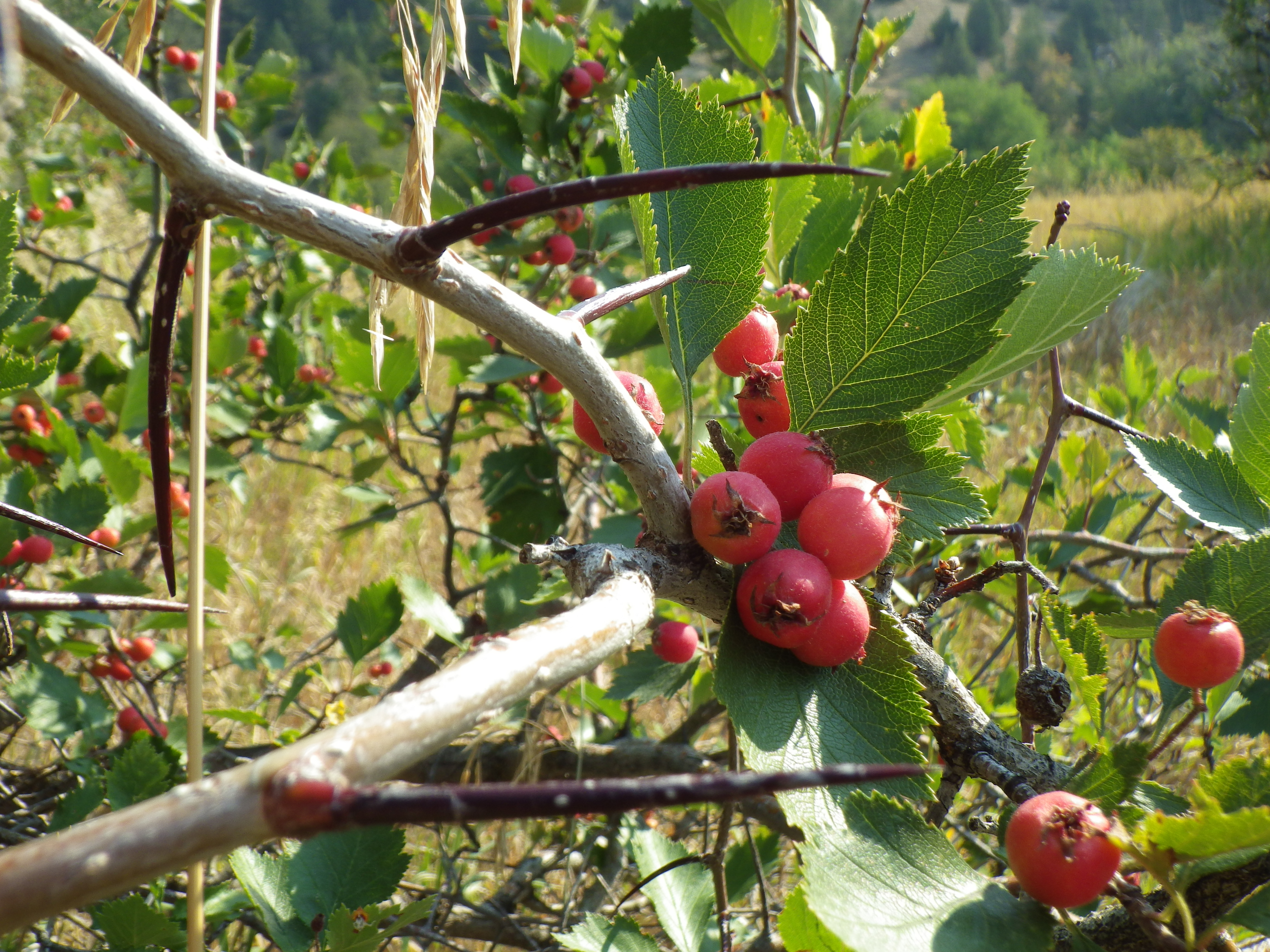
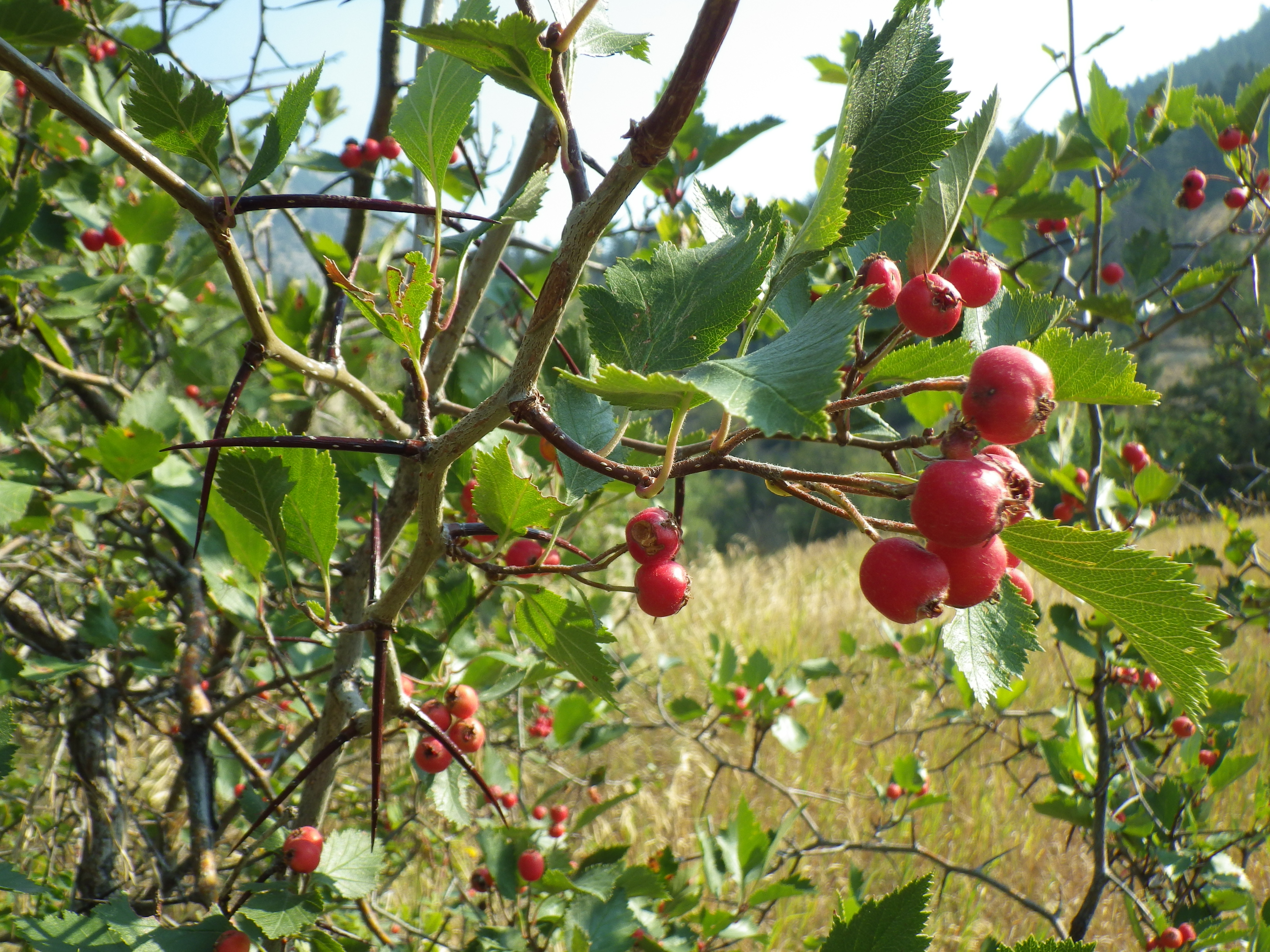
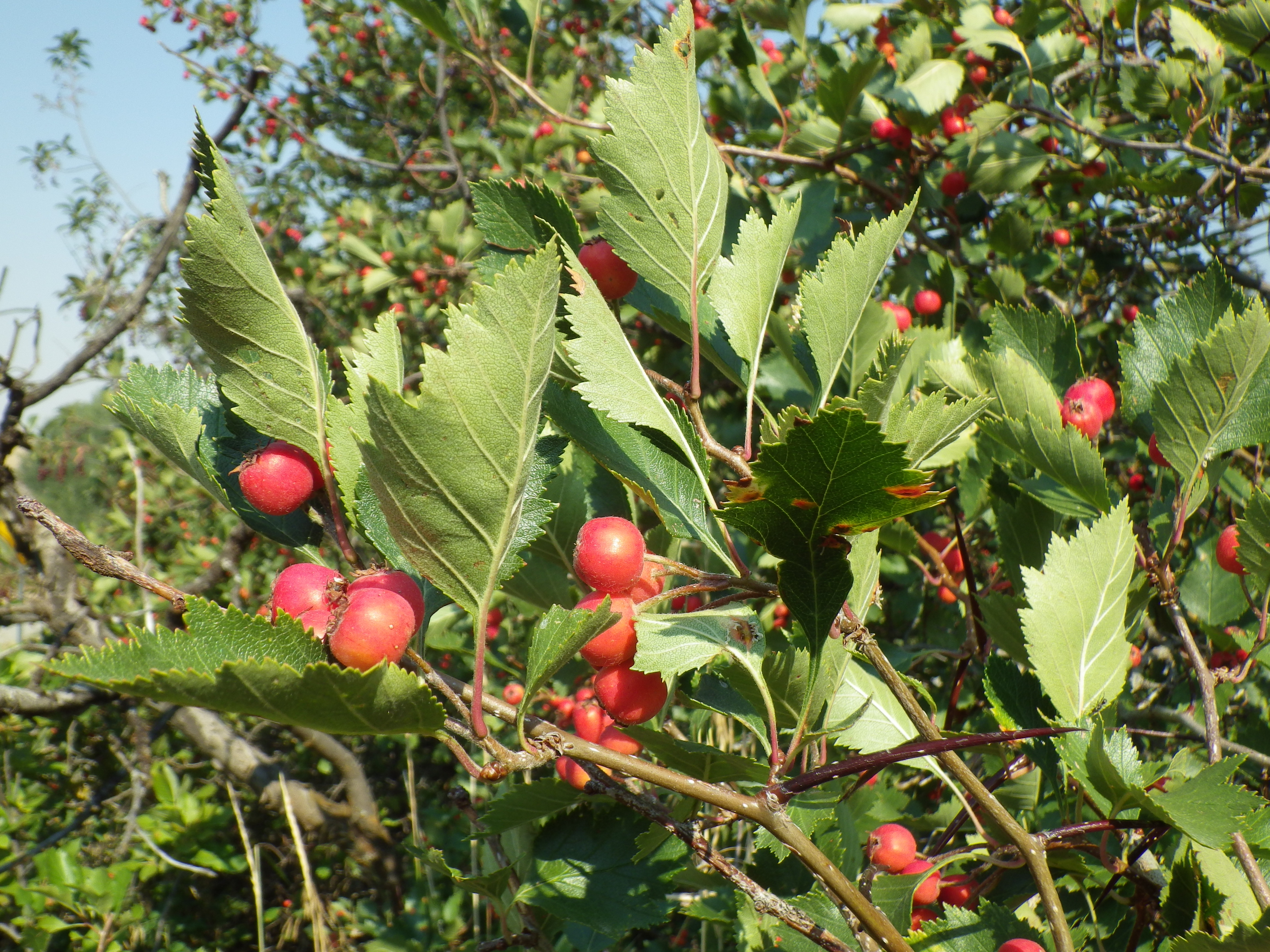
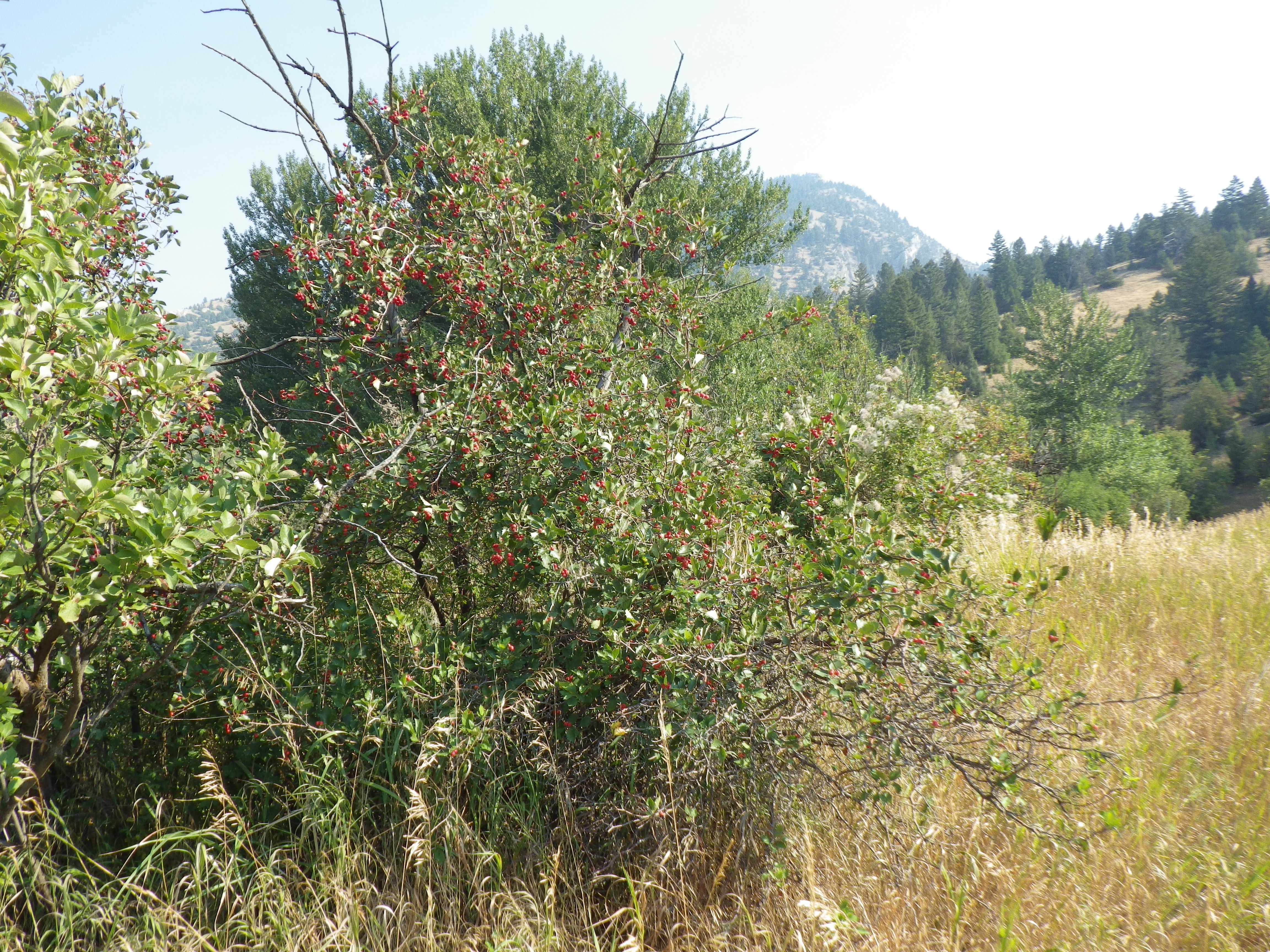